# Pomorze Gdańskie
Pomorze Gdańskie, potocznie także Pomorze Wschodnie (kaszub. Gduńsczé Pòmòrzé) – kraina historyczna położona nad Morzem Bałtyckim, na zachód od Wisły i Nogatu oraz na wschód od Łeby i Brdy, będąca zachodnią częścią Pomorza Wschodniego. Dawniej historyczna dzielnica Polski.

## Położenie

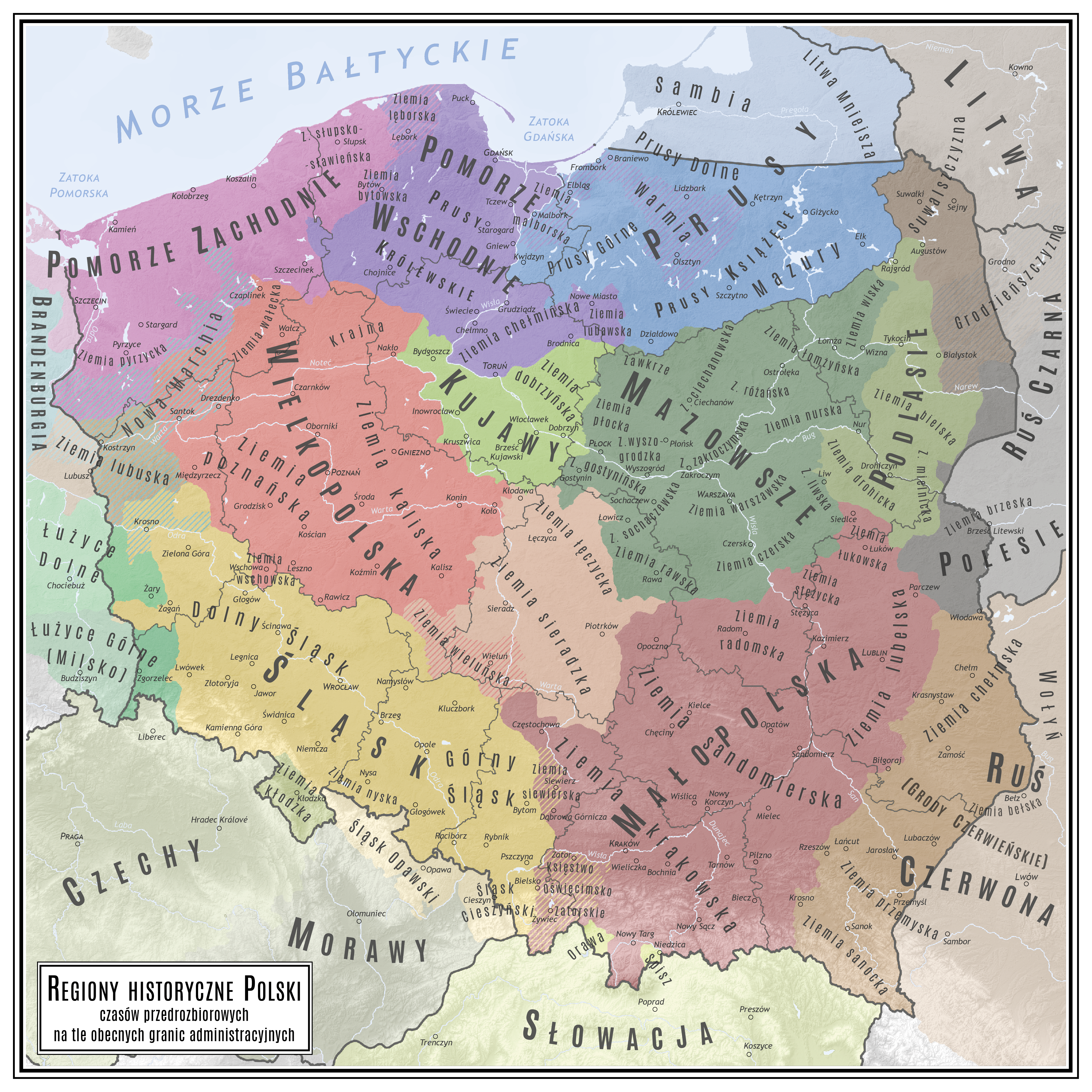
Pomorze Wschodnie (Gdańskie) i inne krainy historyczne Polski na tle współczesnych granic administracyjnych

W przybliżeniu Pomorze Gdańskie obejmuje swym obszarem szeroki pas na zachód od dolnej Wisły, tj. centralną i większość zachodniej części województwa pomorskiego, północno-zachodnią część województwa kujawsko-pomorskiego oraz skrawek we wschodniej części województwa zachodniopomorskiego. 
Od wschodu Pomorze Gdańskie sąsiaduje z Prusami (Prusami Górnymi i ziemią malborską), od południowego wschodu z ziemią chełmińską, od południa z Kujawami i Wielkopolską (Krajną), a od zachodu z Pomorzem Zachodnim.

## Podział na regiony
W obrębie Pomorza Gdańskiego wyróżnia się następujące regiony etnograficzne i historyczne: 
- Kociewie
- Kaszuby
- Ziemia lęborsko-bytowska[a]
- Bory Tucholskie
- Żuławy Wiślane

## Historia

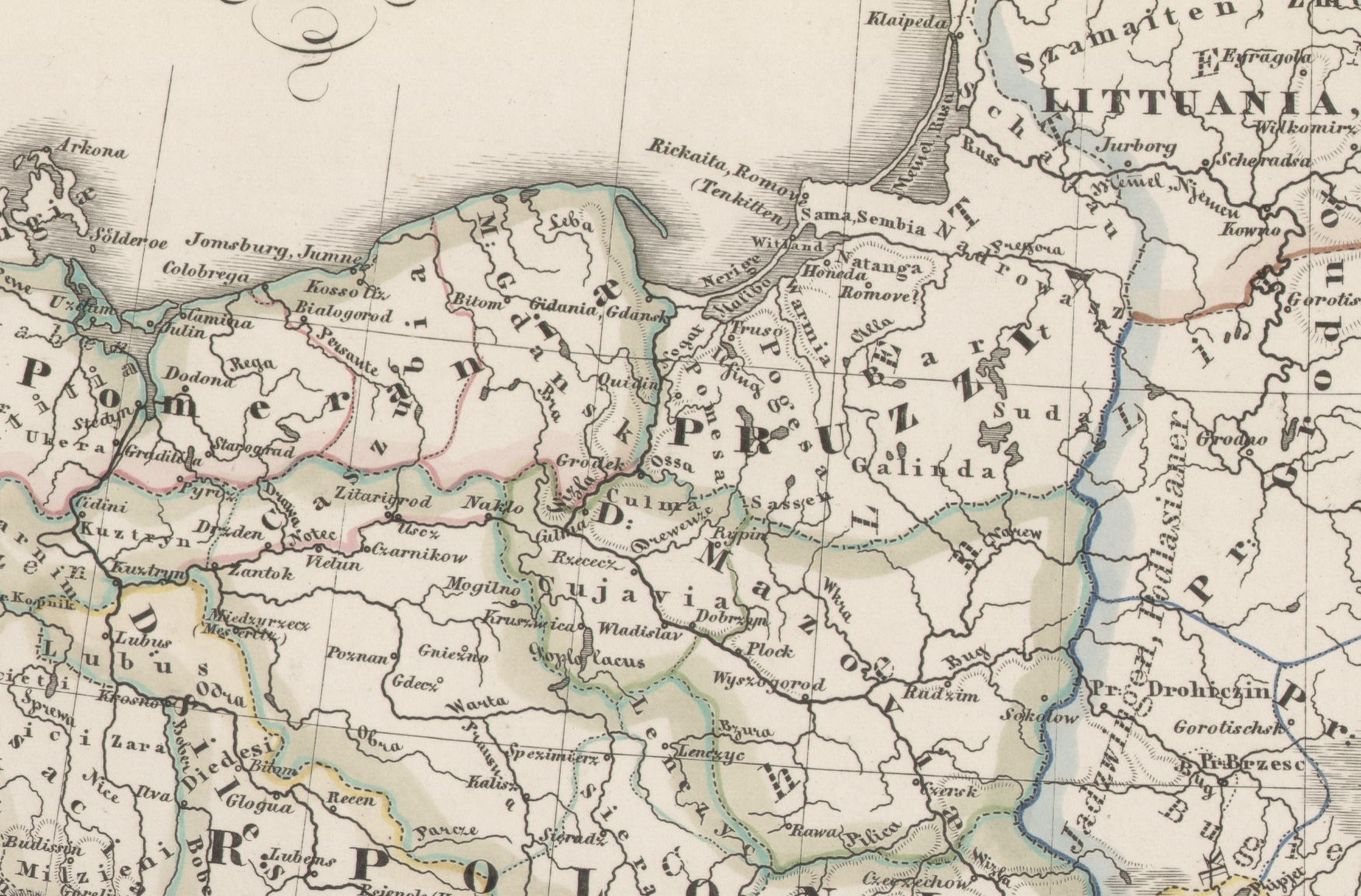
Pomorze i Prusy do 1125 r.

Na początku II wieku n.e. obszar Pomorza Gdańskiego zajęli przybyli ze Skandynawii Gepidzi i Goci, których ślady określane przez archeologów są jako kultura wielbarska. Plemiona germańskie wywędrowały na południe i po V wieku osiedlili się tu Słowianie. Istnieją również teorie autochtoniczne mówiące o słowiańskim charakterze np. kultury łużyckiej.
W X wieku Pomorze Gdańskie zamieszkiwali Pomorzanie, od których wywodzą się współcześni Kaszubi. Istotne przeobrażenia struktur terytorialno-osadniczych miały miejsce na przełomie X i XI w. Manifestowały się głównie wznoszeniem nowej sieci grodów piastowskich. Część funkcjonujących wcześniej zespołów grodowych, jak na przykład obiekty w Garcu Wielkim, Gniewie, Lignowach Szlacheckich, została zniszczona już na początku XI w. Jeszcze wcześniej bo pod koniec X w. lub na przełomie X i XI w. upadł gród w Sopocie. W ich miejsce powstawały nowe zajmujące miejsce w strukturach administracyjnych państwa piastowskiego grody w Owidzu, Ciepłem czy też warownia na wschodnim brzegu Wisły w Podzamczu koło Kwidzyna. Lata 60. lub 90. X wieku to czas realnego uzależnienia i włączenia Pomorza Wschodniego w skład państwa Piastów.

Pierwsza wiadomość historyczna o Gdańsku pochodzi z 997 roku dzięki wysłaniu św. Wojciecha przez Bolesława Chrobrego w celu szerzenia wiary chrześcijańskiej – dotarł on do osady o nazwie Gyddanyzc. Dowodzić ma ta wiadomość, że Gdańsk z okolicznymi terenami należał do pierwszego historycznego władcy Polski Mieszka I, czyli należał do Księstwa Polskiego. Po śmierci Bolesława Chrobrego, w trakcie tzw. kryzysu dynastycznego nastąpił upadek władzy centralnej i usamodzielnienie się Pomorza Wschodniego. Istnieją pewne przesłanki wskazujące na uzyskanie kontroli nad Pomorzem w czasach drugiej monarchii piastowskiej. Pokonanie w 1046 lub w 1048 r. Pomorzan pozwoliło Kazimierzowi Odnowicielowi rozszerzyć domenę państwa polskiego o Pomorze Wschodnie, które sięgało ówcześnie na wschodzie w okolice grodu w Węgrach koło Malborka. Być może odzwierciedleniem tych wydarzeń była realizacja inwestycji wznoszenia nowego grodu w widłach Wisły i Motławy w Gdańsku, co nastąpiło w latach 50.–60. XI stulecia. Przyjmuje się, że już u progu swojego panowania Bolesław Śmiały stracił zwierzchność Polski nad Pomorzem. Próby przywrócenia zwierzchnictwa nad tym obszarem podjął Władysław Herman. Na krótko Pomorze zostało opanowane przez palatyna Sieciecha w 1090 r. Jeszcze tego samego roku w wyniku buntu lokalnych elit odzyskało niezależność. W 1091 r. próba przywrócenia poprzedniego stanu przez Władysława Hermana nie przyniosła powodzenia.
     Dzielnica senioralna (Pomorze Gdańskie, wschodnia Wielkopolska, zachodnie Kujawy, ziemia wieluńska, Małopolska)
     Dzielnica Władysława II (księstwo śląskie)
     Dzielnica Bolesława IV (księstwo mazowieckie obejmujące Mazowsze, wschodnie Kujawy)
     Dzielnica Mieszka III (księstwo wielkopolskie obejmujące zachodnią Wielkopolskę)
     Dzielnica Henryka (księstwo sandomierskie)
     Oprawa wdowia Salomei (prowincja / księstwo łęczyckie obejmujące ziemię łęczycką, ziemię sieradzką i trzy kasztelanie zapilickie / nadpilickie)
     Lenno Polski pod kontrolą princepsa (księstwo pomorskie)

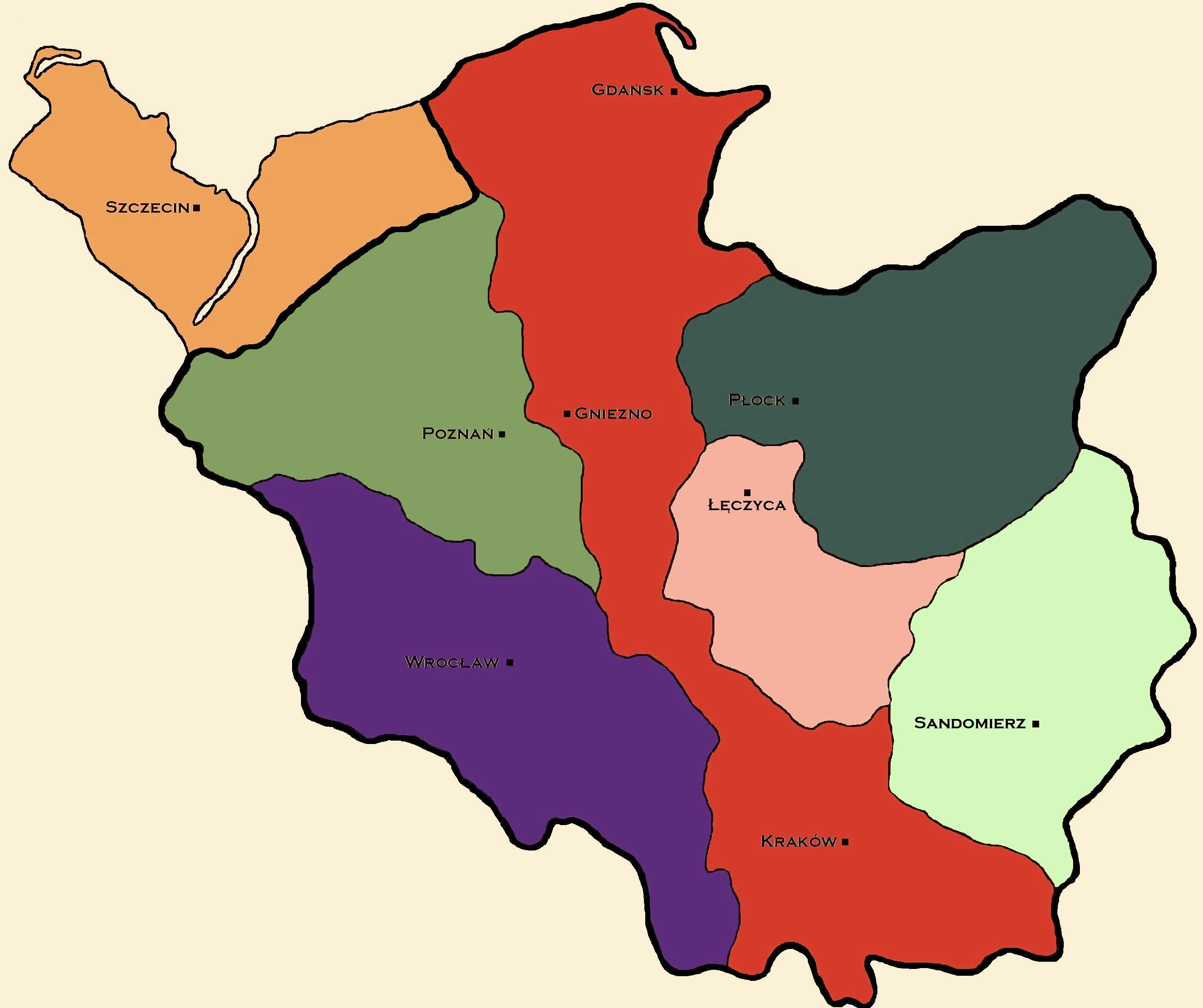
Podział ziem Polski na dzielnice w 1138 (na podstawie Ustawy Sukcesyjnej Bolesława Krzywoustego):
Dzielnica senioralna (Pomorze Gdańskie, wschodnia Wielkopolska, zachodnie Kujawy, ziemia wieluńska, Małopolska)
Dzielnica Władysława II (księstwo śląskie)
Dzielnica Bolesława IV (księstwo mazowieckie obejmujące Mazowsze, wschodnie Kujawy)
Dzielnica Mieszka III (księstwo wielkopolskie obejmujące zachodnią Wielkopolskę)
Dzielnica Henryka (księstwo sandomierskie)
Oprawa wdowia Salomei (prowincja / księstwo łęczyckie obejmujące ziemię łęczycką, ziemię sieradzką i trzy kasztelanie zapilickie / nadpilickie)
Lenno Polski pod kontrolą princepsa (księstwo pomorskie)

W latach 1109–1119 podejmowane były kolejne próby ustanowienia podległości Pomorza Gdańskiego Polsce. Polski książę, Bolesław III Krzywousty, pokonał Pomorzan w bitwie pod Nakłem (1109), kolejny najazd wojsk polskich nastąpił w 1112. W 1119 roku Krzywousty pokonał dwóch książąt pomorskich – sądzi się, że jednym z nich mógł być Świętopełk. Od tego momentu datuje się podległość Pomorza Gdańskiego wobec Polski, zaś gwarantami zależności mieli być namiestnicy książąt krakowskich, od drugiej połowy XII w. tworzący dynastię Sobiesławiców. Pomorze Gdańskie pozostawało częścią zjednoczonej Polski Piastowskiej aż do 1138 roku, czyli do momentu rozbicia dzielnicowego Polski, kiedy to powstało tzw. Księstwo gdańskie.
W 1186 władcy Pomorza przyjęli wyznanie chrześcijańskie od duńskich cystersów, którym przewodził Bernard Dithard; w 1188 roku nastąpiło w Gdańsku uroczyste podpisanie aktu fundacyjnego Opactwa Cystersów w Oliwie, którego Dithard został pierwszym opatem.
W 1210 roku książę Mściwoj I złożył hołd lenny królowi Danii Waldemarowi II. Zależność ta trwała krótko i skończyła staraniem Leszka Białego w 1211. W kolejnych latach książę Świętopełk II Wielki podejmował kolejne próby usamodzielnienia, do którego doszło po śmierci Leszka Białego (1227). W 1231 Świętopełk uzyskał dla siebie, swojej rodziny i swojego księstwa protekcję papieską. Stolica państwa (Gdańsk) uzyskała w tym okresie prawa miejskie według prawa lubeckiego.

W 1282 między księciem gdańskim Mściwojem II a księciem wielkopolskim Przemysłem II zawarty został układ w Kępnie; umowa głosiła, że ten z książąt, który przeżyje drugiego, będzie po nim dziedziczył. Od śmierci Mściwoja II w 1294 roku datuje się ponowne podporządkowanie Pomorza Gdańskiego Polsce. Zjednoczenie dwóch dzielnic umożliwiło Przemysłowi II koronację na króla Polski; został on zamordowany w 1296 roku, wskutek czego przez następne kilkanaście lat Pomorze przechodziło z rąk do rąk. Kolejnymi władcami stali się: książę Władysław Łokietek; w roku 1300 królem Polski został panujący w Czechach Wacław II; w 1305 roku jego następcą został Wacław III, który zginął w zamachu w 1306 roku. Wówczas Pomorze przejął ponownie Władysław Łokietek, jednak wkrótce je utracił. W roku 1308 Gdańsk został zajęty przez Brandenburczyków. Wezwani przez Łokietka do pomocy przy usunięciu Brandenburczyków Krzyżacy zajęli w tym samym roku część grodu i po nadejściu posiłków zaatakowali miasto. 13 listopada 1308, po wycofaniu się Brandenburczyków, doszło do rzezi gdańszczan i zajęcia miasta przez zakon na okres niemal 150 lat.

W 1343 w wyniku układu pokojowego krzyżacko-polskiego (pokój kaliski) król Polski Kazimierz III Wielki zrzekł się faktycznej władzy nad Pomorzem Gdańskim, zachowując jednakże tytuł jego „Pana i Dziedzica”. W tym samym roku Gdańsk ponownie otrzymał prawa miejskie (w dwa lata później działanie prawa lubeckiego całkowicie zastąpiono prawem chełmińskim).

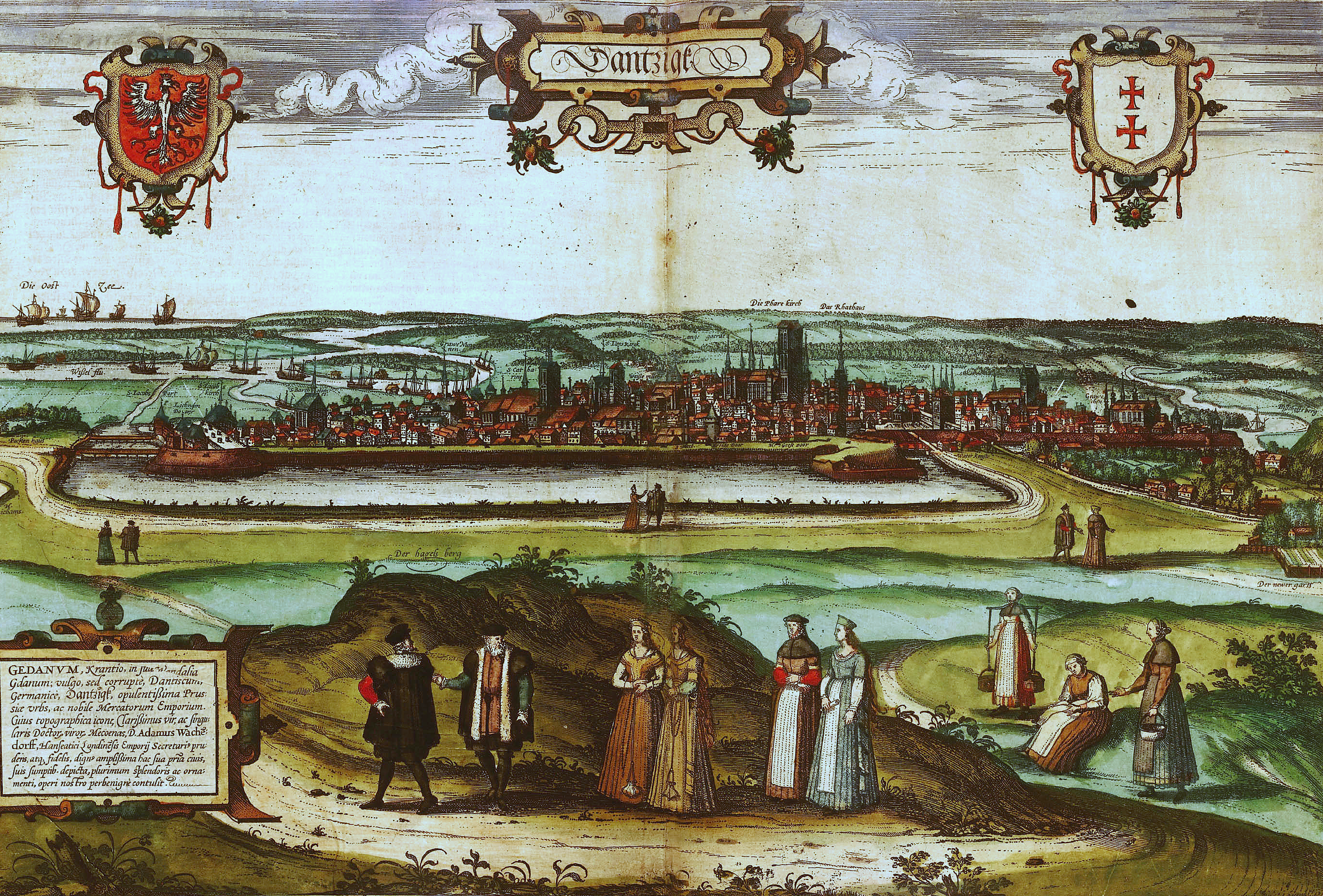
Gdańsk był w XV-XVII w. największym miastem Polski

Ludność wielu miejscowości Pomorza Gdańskiego zbuntowała się przeciwko rządom krzyżackim, dążąc do przyłączenia regionu do państwa polskiego zwrócili się do króla Polski, Kazimierza IV Jagiellończyka, który dokonał aktu inkorporacji Pomorza Gdańskiego do Polski. W 1454 r. zostało utworzone województwo pomorskie, które ostatecznie ukształtowało się po II pokoju toruńskim w 1466 r. (po ponownym przyłączeniu do Korony Królestwa Polskiego). Było zwyczajowo zaliczane do obszaru Prus Królewskich, zwanych też Prusami Polskimi.
Przez następne stulecia będący częścią Polski Gdańsk, jak również inne miasta Prus Królewskich – tzw. trzy wielkie miasta polsko-pruskie (Gdańsk, Toruń i Elbląg), posiadały znaczną samodzielność i przywileje. Był to jeden z najbogatszych obszarów Korony Polskiej, a następnie całej I Rzeczypospolitej, zwłaszcza tytuł ten należał do Gdańska, jako najbogatszego polskiego miasta.
W wyniku rozbiorów Polski (1772-1795) Pomorze Gdańskie przeszło pod panowanie Prus, a później zjednoczonych Niemiec, jako prowincja Prusy Zachodnie (niem. Westpreußen). Jej stolicą był początkowo Kwidzyn, a po II rozbiorze Polski – Gdańsk. Stan ten trwał do zakończenia I wojny światowej, oprócz okresu 1807–1814, kiedy istniało Wolne Miasto Gdańsk. Po wojnie w wyniku traktatu wersalskiego (1919 rok) Pomorze Gdańskie wróciło do Polski, oprócz Gdańska i ziem do niego przylegających, które ponownie utworzyły Wolne Miasto Gdańsk, istniejące w latach 1920–1939. W lutym 1920 w Pucku odbyły się symboliczne zaślubiny Polski z morzem.
II wojna światowa przyniosła kolejne zmiany terytorialne: Pomorze Gdańskie i Gdańsk wcielono do III Rzeszy jako Gdańsk-Prusy Zachodnie. W 1945 roku całe Pomorze Gdańskie razem z Gdańskiem znalazło się w Polsce.

## Miasta
| Lp. | Miasto            | Populacja | Powierzchnia | Województwo        | Podregion(y)                     |
| --- | ----------------- | --------- | ------------ | ------------------ | -------------------------------- |
| 1.  | Gdańsk            | 470 633   | 263,44 km²   | pomorskie          | Kaszuby                          |
| 2.  | Gdynia            | 244 104   | 131,62 km²   | pomorskie          | Kaszuby                          |
| 3.  | Tczew             | 59 105    | 22,26 km²    | pomorskie          | Kociewie                         |
| 4.  | Rumia             | 49 672    | 30,09 km²    | pomorskie          | Kaszuby                          |
| 5.  | Wejherowo         | 48 735    | 26,99 km²    | pomorskie          | Kaszuby                          |
| 6.  | Starogard Gdański | 47 272    | 25,28 km²    | pomorskie          | Kociewie                         |
| 7.  | Chojnice          | 39 484    | 21,05 km²    | pomorskie          | Kaszuby/Bory Tucholskie          |
| 8.  | Sopot             | 35 049    | 17,28 km²    | pomorskie          | Kaszuby                          |
| 9.  | Lębork            | 34 977    | 17,86 km²    | pomorskie          | Ziemia lęborsko-bytowska/Kaszuby |
| 10. | Pruszcz Gdański   | 31 822    | 16,47 km²    | pomorskie          | Kaszuby                          |
| 11. | Świecie           | 25 634    | 17,55 km²    | kujawsko-pomorskie | Kociewie                         |
| 12. | Reda              | 25 102    | 33,46 km²    | pomorskie          | Kaszuby                          |
| 13. | Kościerzyna       | 23 698    | 15,83 km²    | pomorskie          | Kaszuby                          |
| 14. | Bytów             | 16 790    | 8,72 km²     | pomorskie          | Ziemia lęborsko-bytowska/Kaszuby |
| 15. | Kartuzy           | 14 186    | 6,80 km²     | pomorskie          | Kaszuby                          |
| 16. | Człuchów          | 13 386    | 12,48 km²    | pomorskie          | Kaszuby                          |
| 17. | Tuchola           | 13 649    | 17,69 km²    | kujawsko-pomorskie | Bory Tucholskie                  |
| 18. | Puck              | 11 089    | 4,90 km²     | pomorskie          | Kaszuby                          |
| 19. | Władysławowo      | 10 037    | 12,59 km²    | pomorskie          | Kaszuby                          |
| 20. | Czersk            | 9900      | 9,73 km²     | pomorskie          | Bory Tucholskie                  |
| 21. | Nowy Dwór Gdański | 9813      | 5,07 km²     | pomorskie          | Żuławy Wiślane                   |
| 22. | Żukowo            | 8135      | 4,73 km²     | pomorskie          | Kaszuby                          |
| 23. | Pelplin           | 8065      | 4,45 km²     | pomorskie          | Kociewie                         |
| 24. | Skarszewy         | 7103      | 11,96 km²    | pomorskie          | Kociewie                         |
| 25. | Gniew             | 6791      | 6,04 km²     | pomorskie          | Kociewie                         |
| 26. | Czarne            | 5983      | 46,39 km²    | pomorskie          | –                                |
| 27. | Nowe              | 5787      | 3,57 km²     | kujawsko-pomorskie | Kociewie                         |
| 28. | Brusy             | 5209      | 5,20 km²     | pomorskie          | Kaszuby                          |
| 29. | Nowy Staw         | 4196      | 4,67 km²     | pomorskie          | Żuławy Wiślane                   |
| 30. | Łeba              | 3694      | 14,81 km²    | pomorskie          | Kaszuby                          |
| 31. | Skórcz            | 3609      | 3,67 km²     | pomorskie          | Kociewie                         |
| 32. | Hel               | 3373      | 21,72 km²    | pomorskie          | Kaszuby                          |
| 33. | Czarna Woda       | 2841      | 9,94 km²     | pomorskie          | Kociewie                         |
| 34. | Jastarnia         | 2734      | 4,31 km²     | pomorskie          | Kaszuby                          |
| 35. | Pruszcz           | 2721      | 7,05 km²     | kujawsko-pomorskie | Bory Tucholskie                  |
| 36. | Biały Bór         | 2171      | 12,82 km²    | zachodniopomorskie | –                                |
| 37. | Krynica Morska    | 1284      | 118 km²      | pomorskie          | –                                |

## Galeria

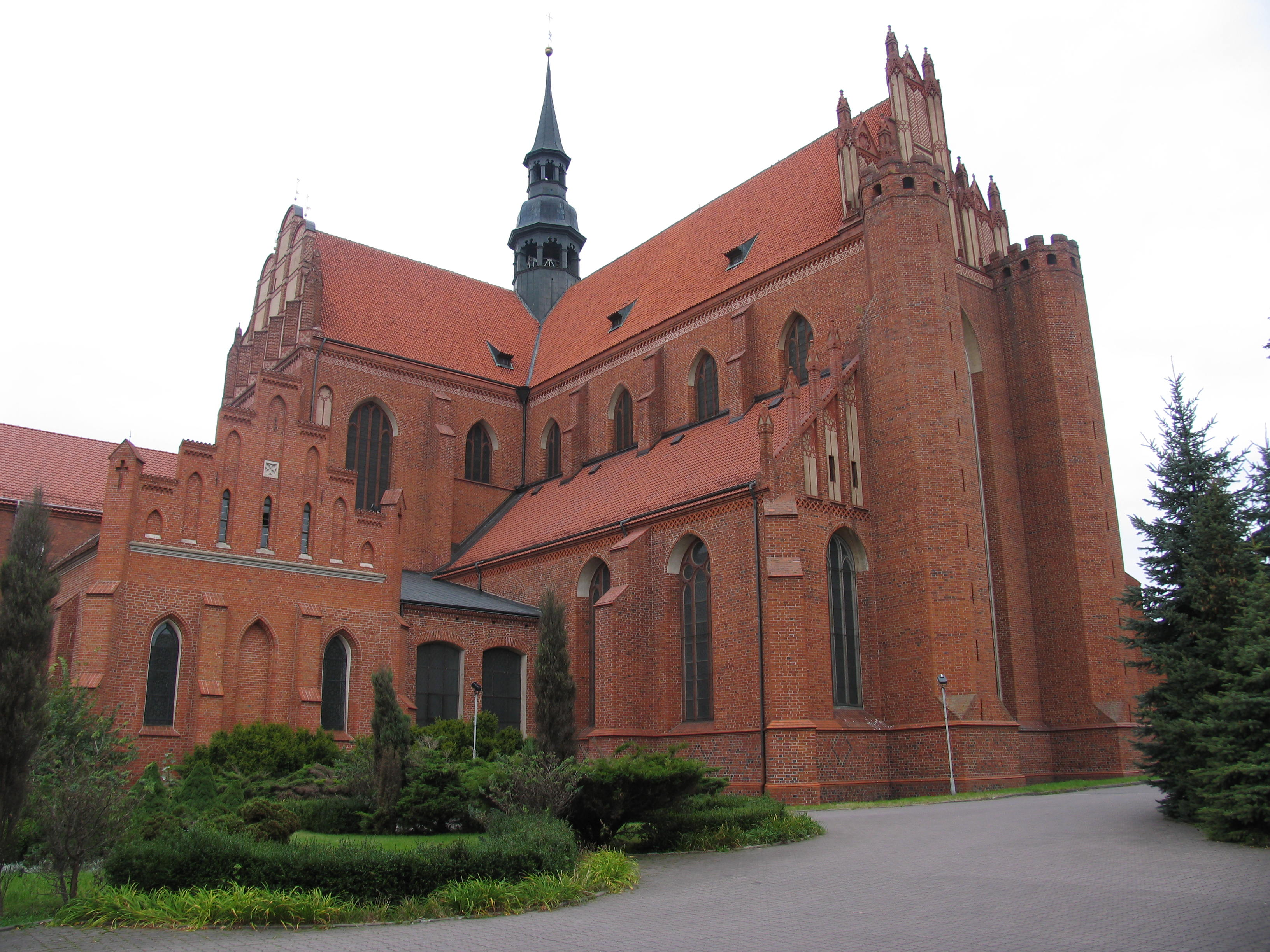
Bazylika katedralna Wniebowzięcia Najświętszej Maryi Panny w Pelplinie
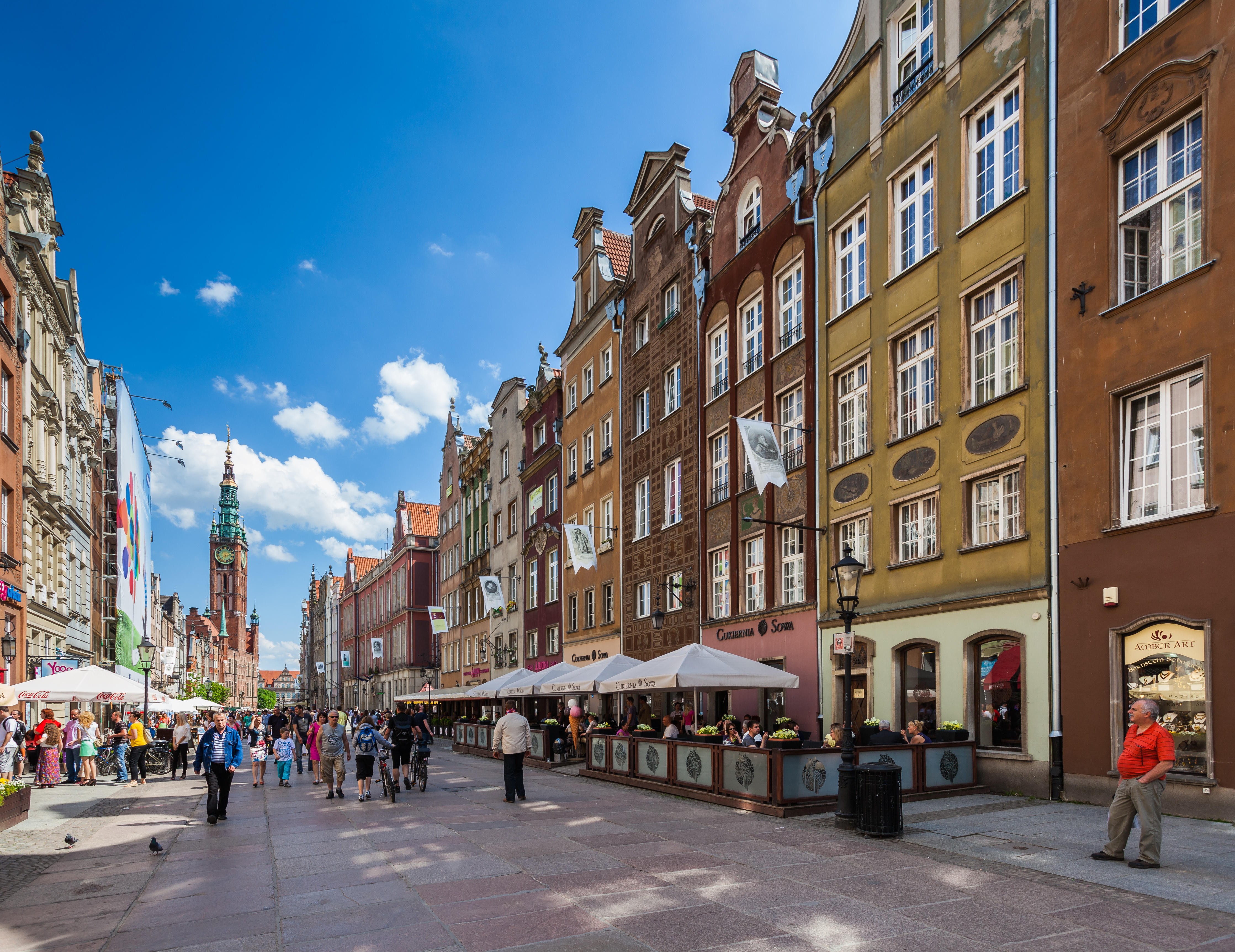
Droga Królewska w Gdańsku
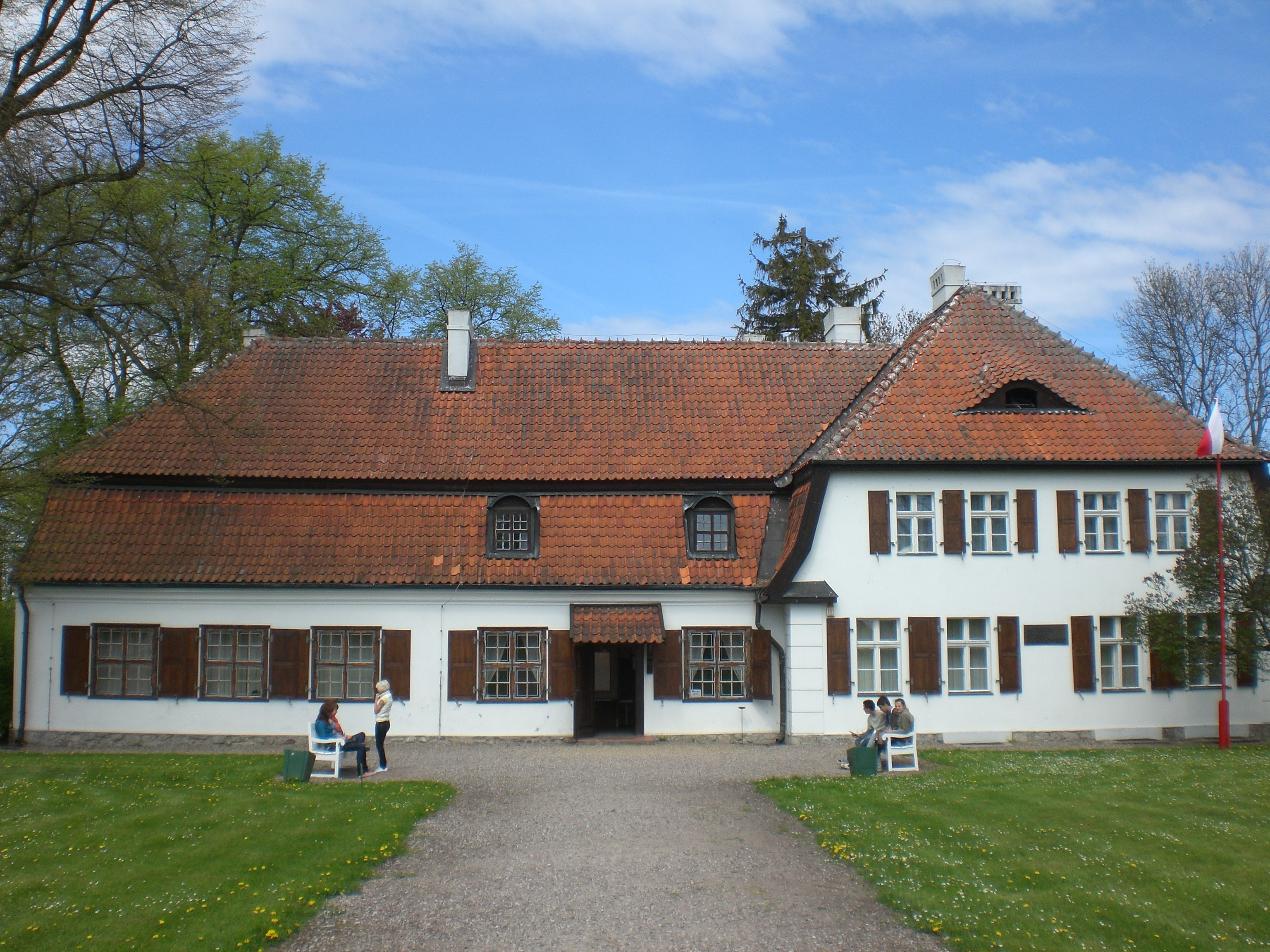
Dwór Wybickich w Będominie, ob. Muzeum Hymnu Narodowego
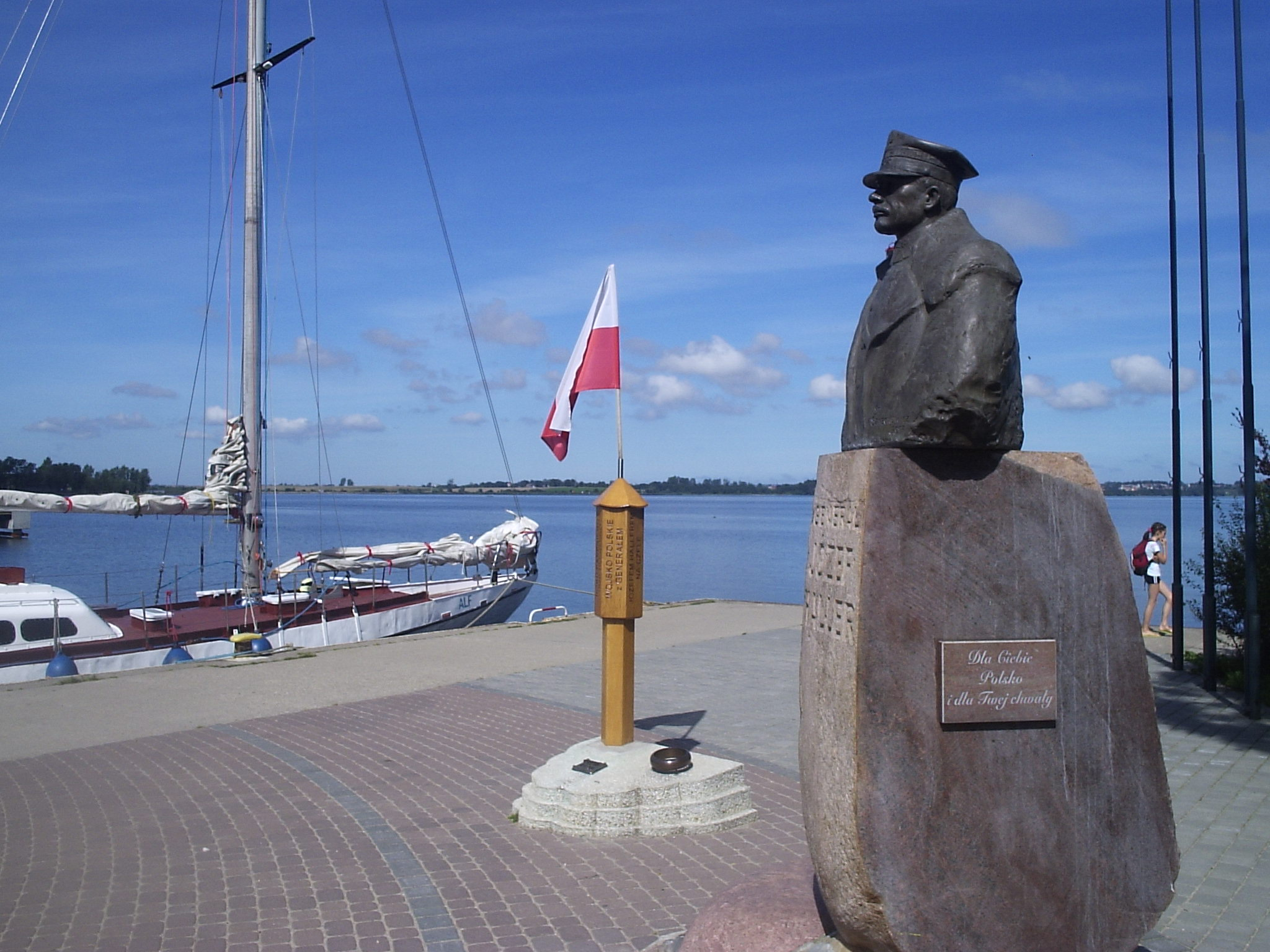
Pomnik gen. Józefa Hallera w Pucku
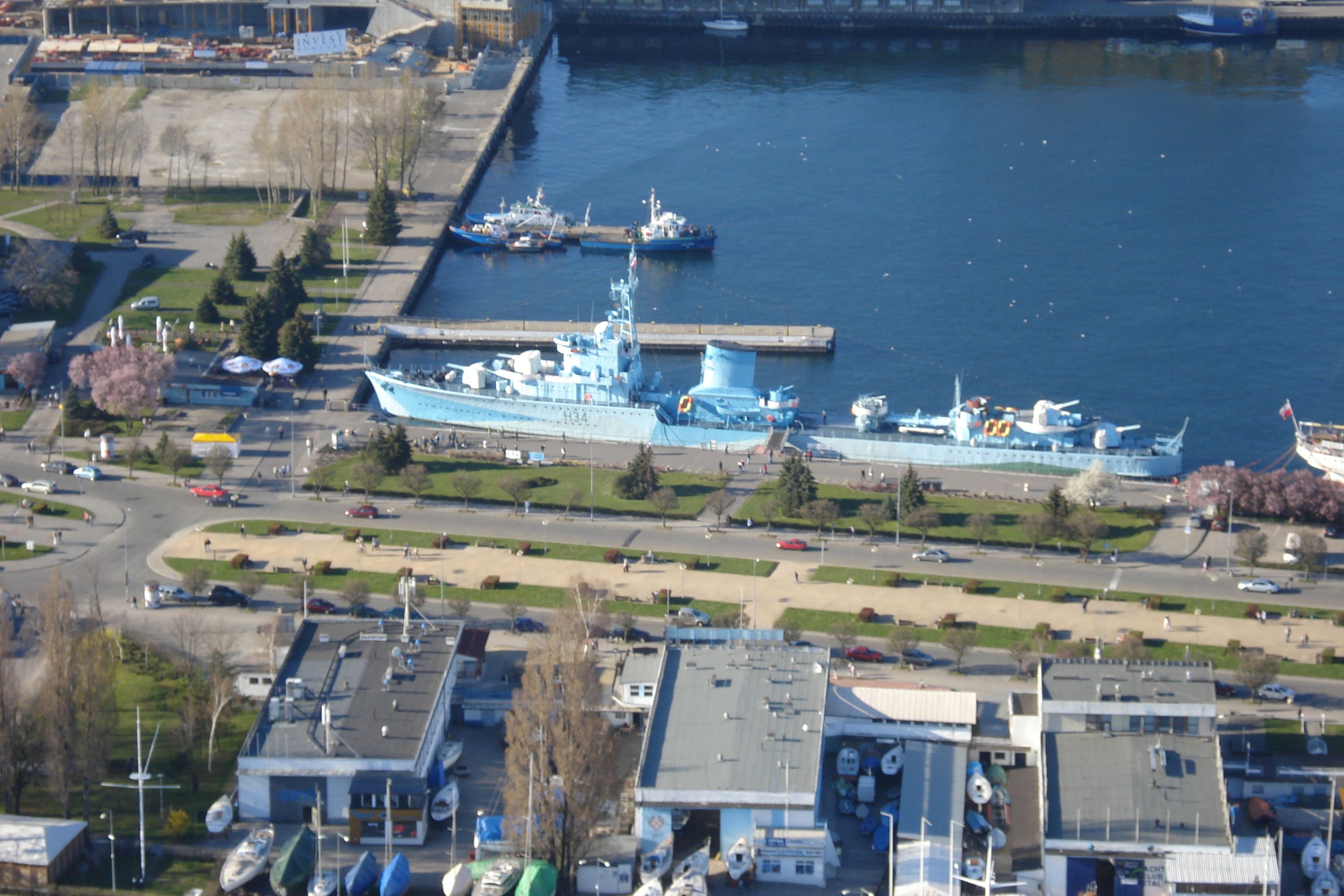
ORP „Błyskawica” w Gdyni
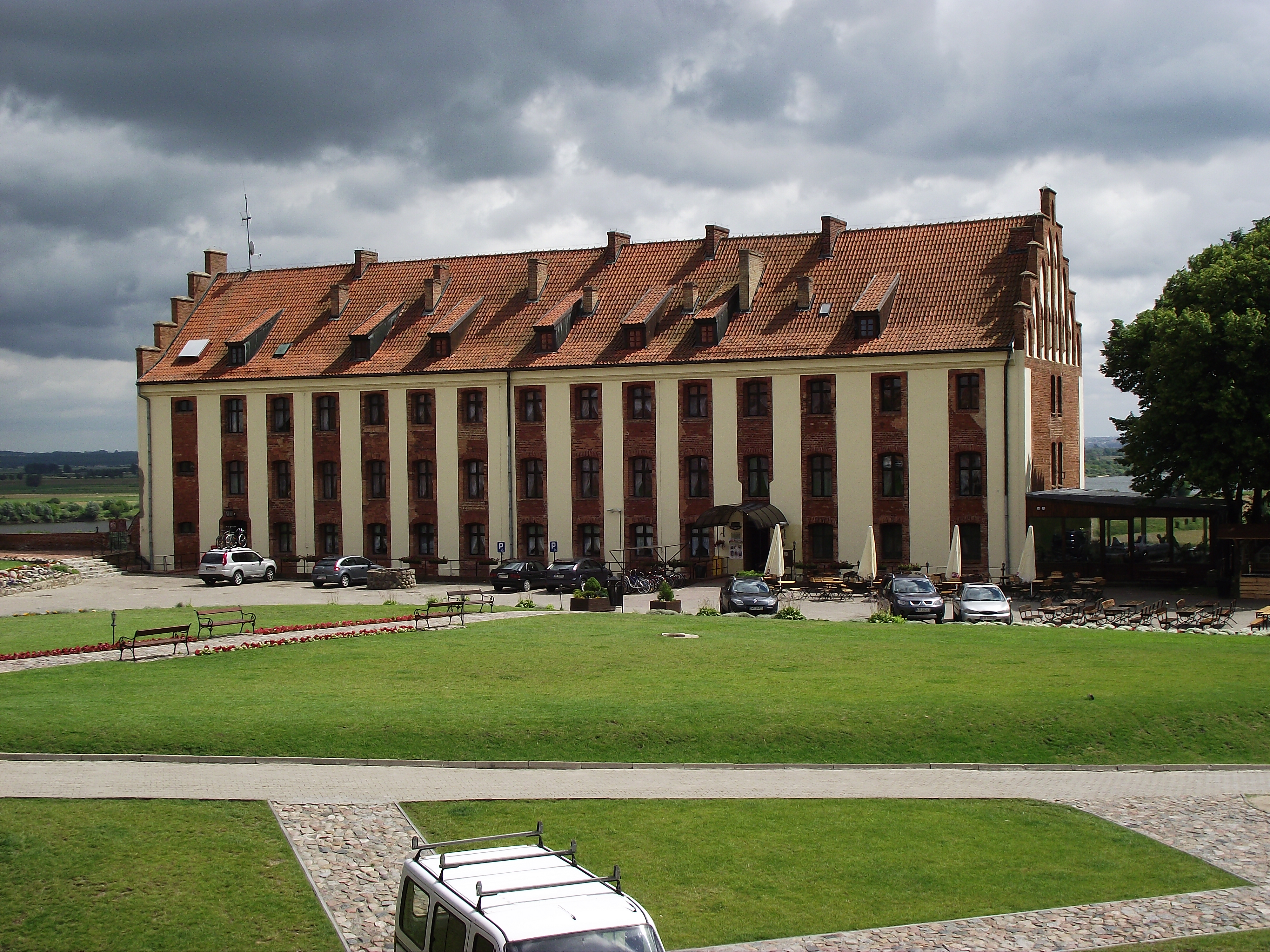
Pałac Marysieńki w Gniewie
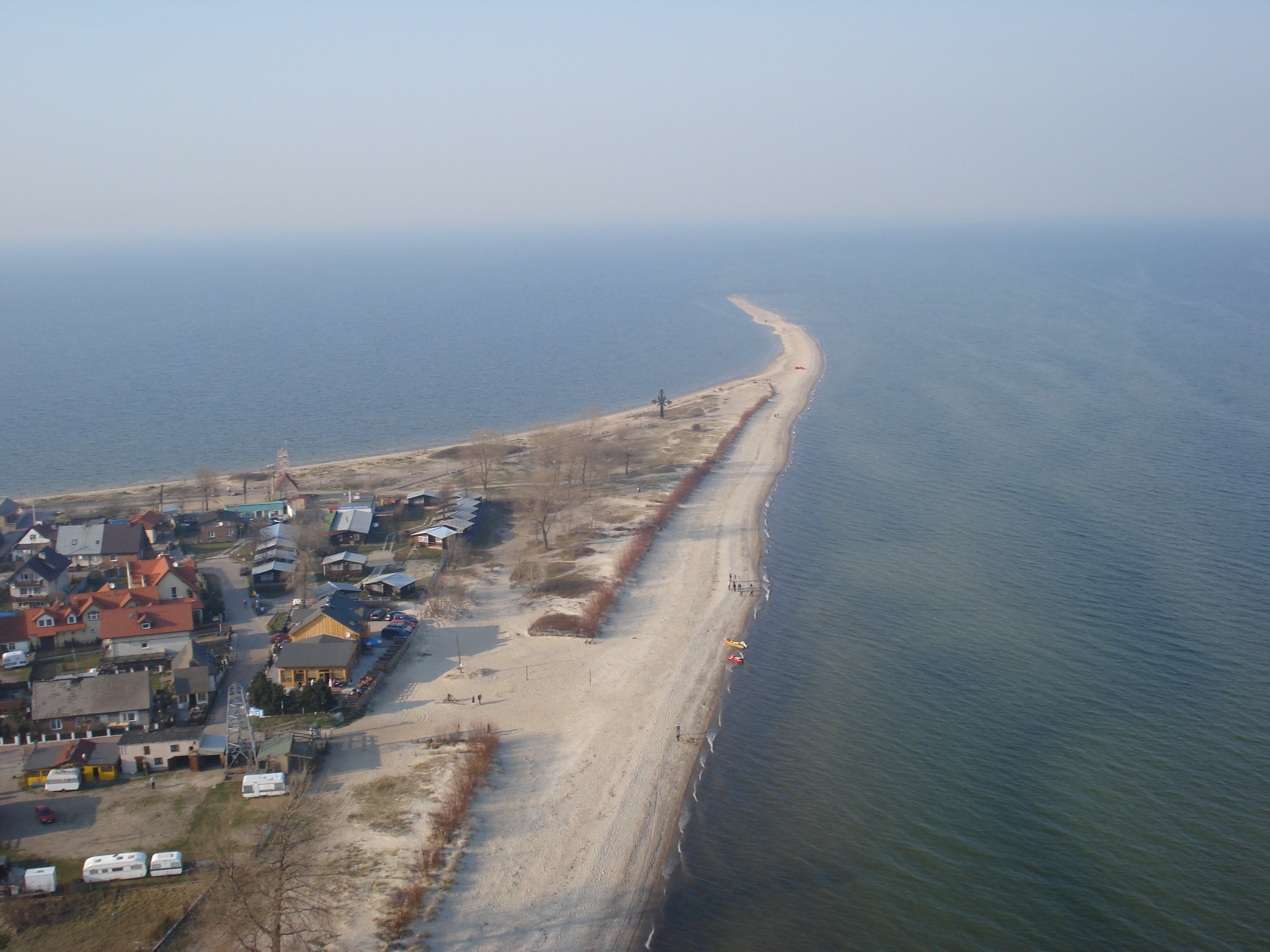
Cypel Rewski
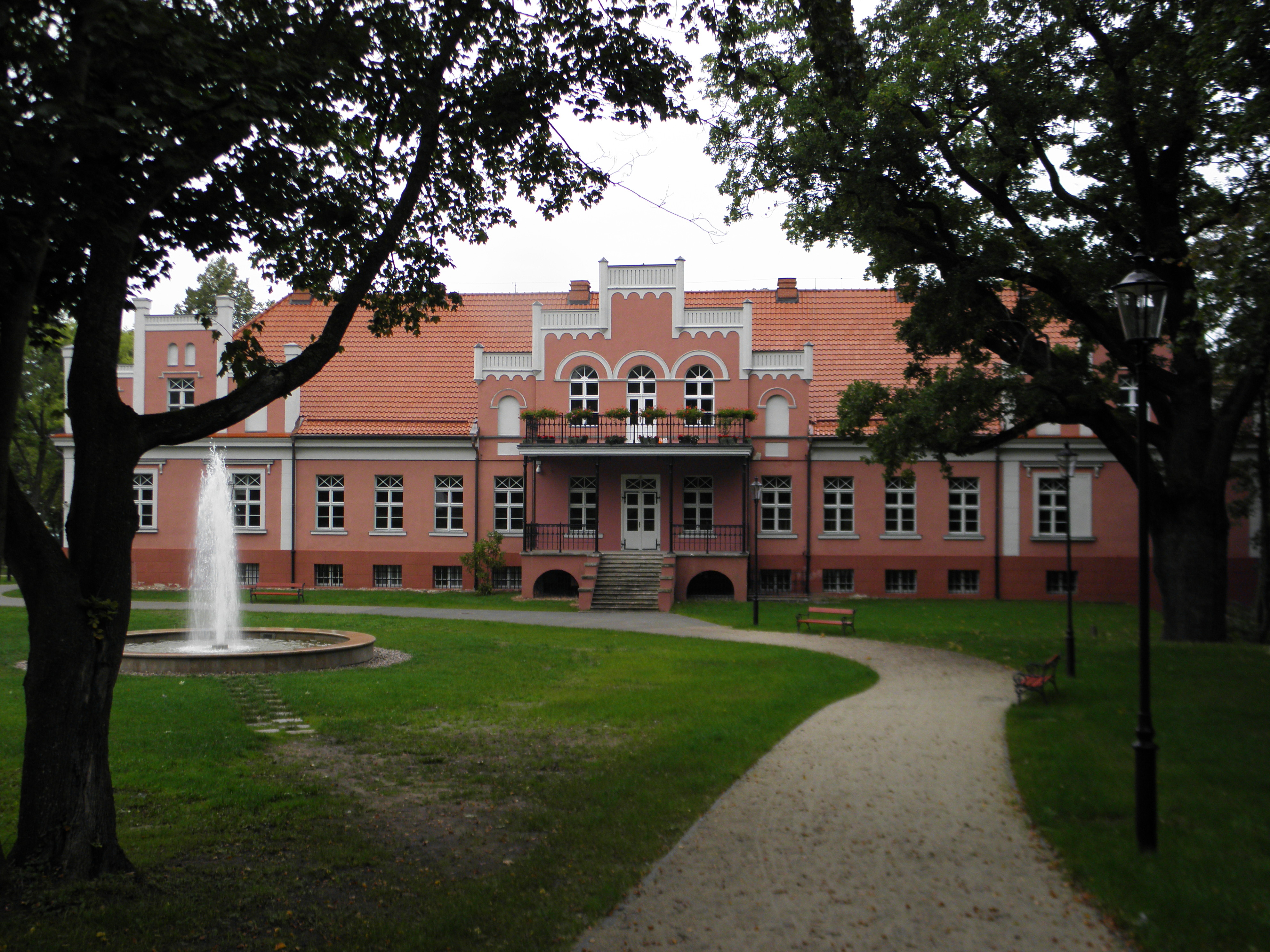
Pałac Przebendowskich w Wejherowie
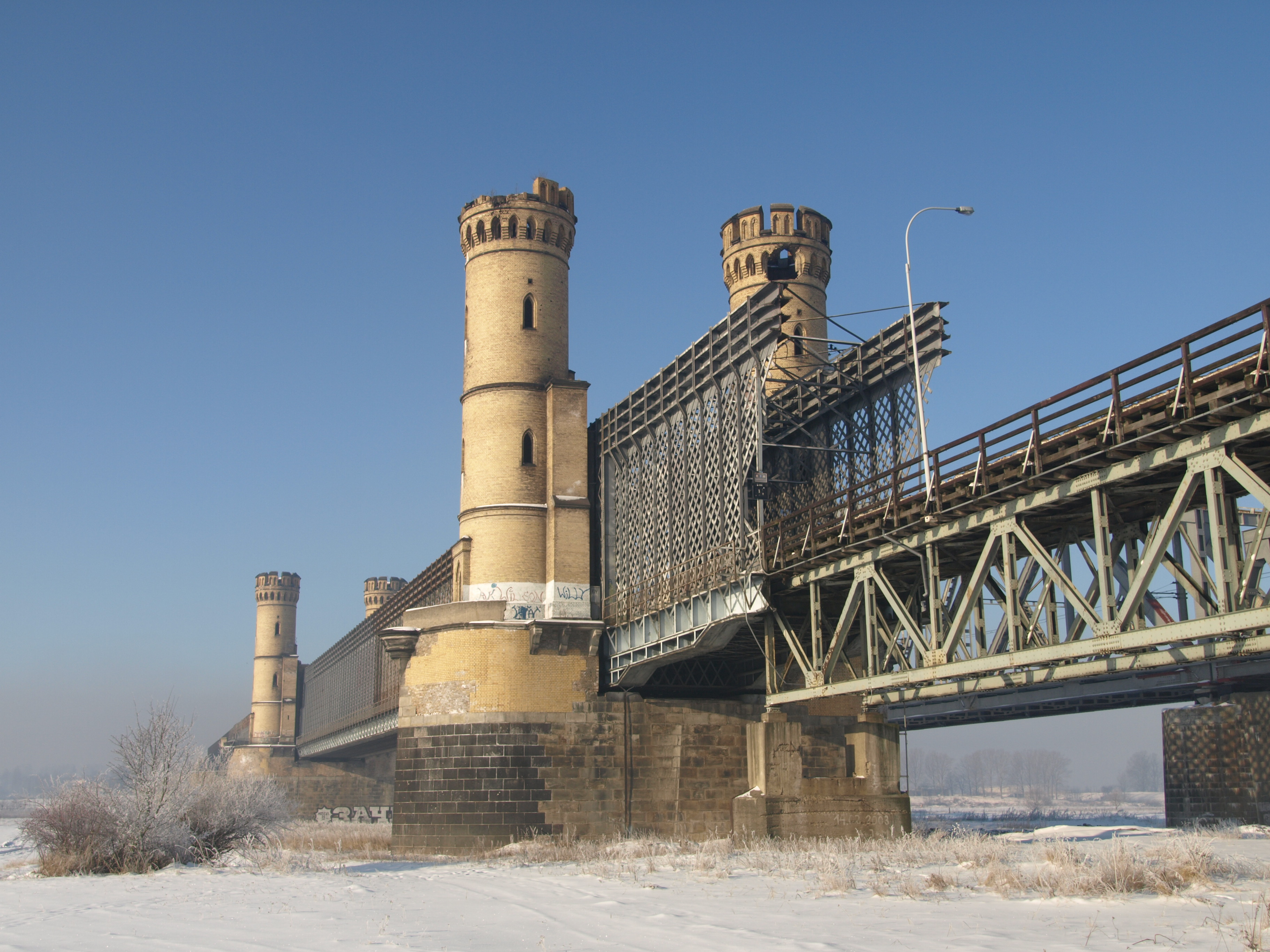
Most drogowy w Tczewie
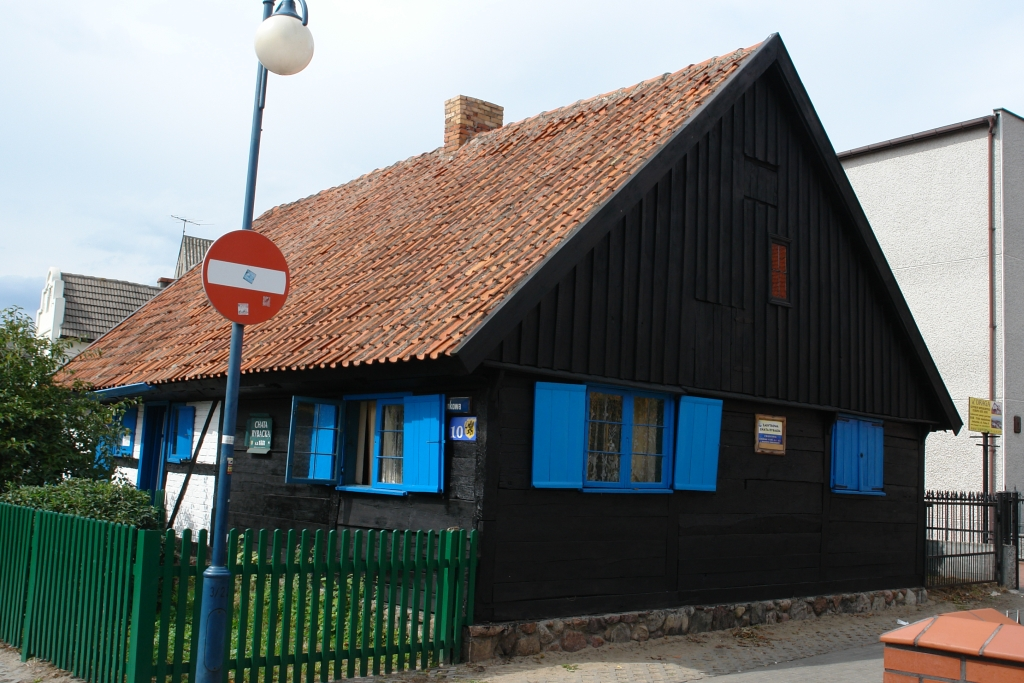
Zabytkowa chata rybacka w Jastarni
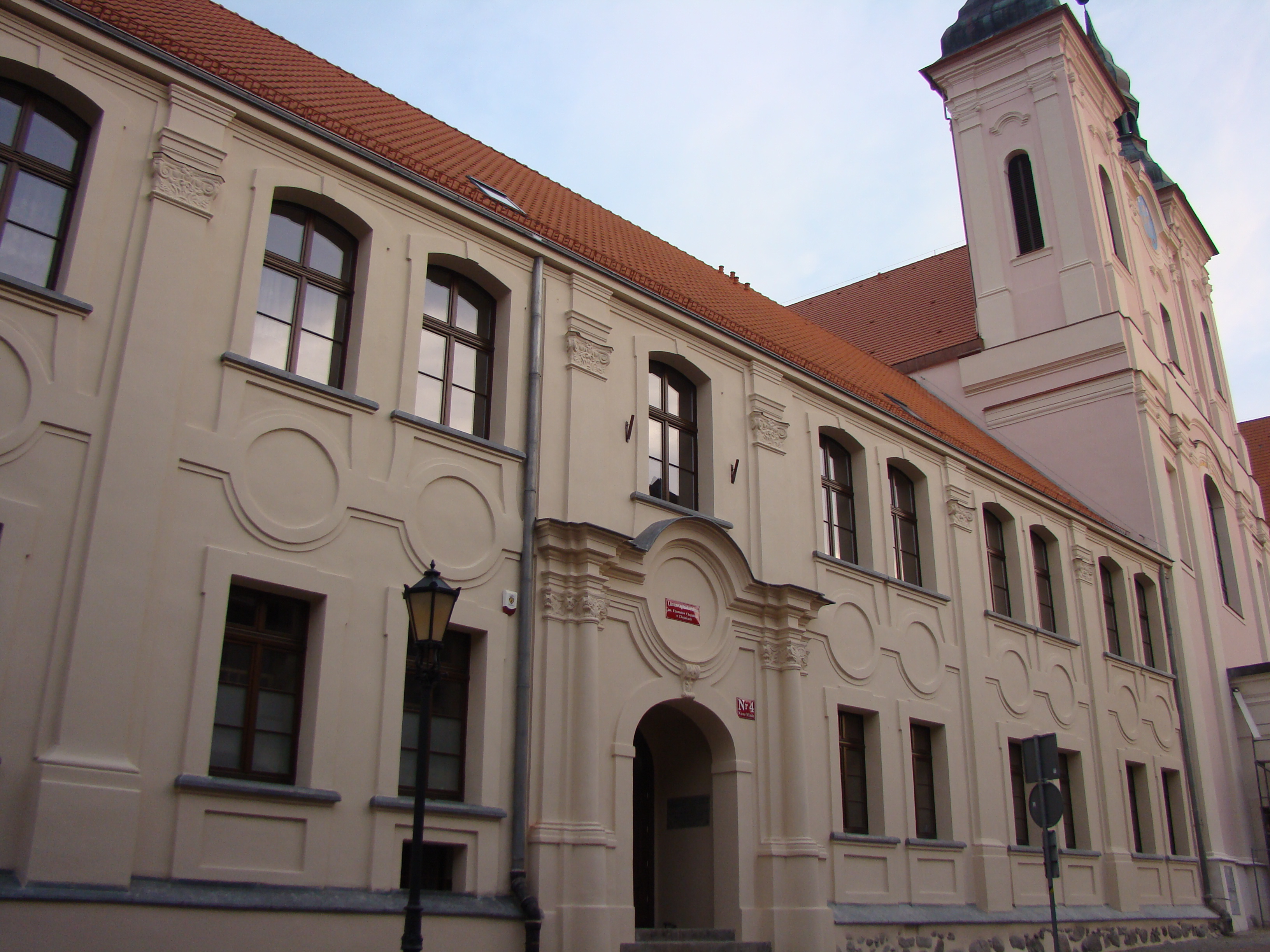
Liceum Ogólnokształcące w Chojnicach, jedna z najstarszych szkół w Polsce
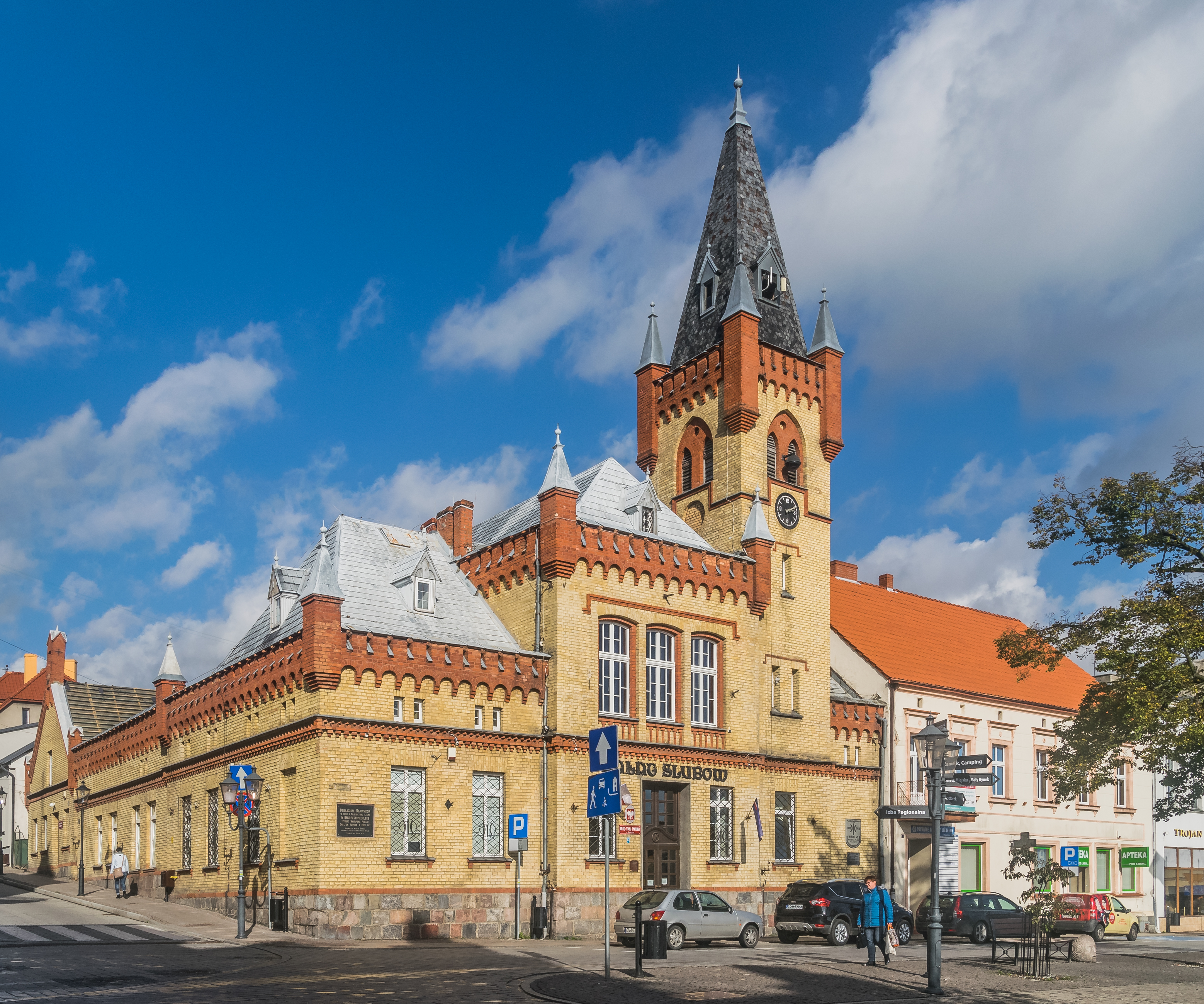
Ratusz w Świeciu